# Pensioenleeftijd
De pensioenleeftijd is de leeftijd waarop men al of niet vrijwillig stopt met werken wegens ouderdom, en/of waarop een ouderdomspensioen ingaat. De tot dusver meestgebruikte leeftijd, 65 jaar, is destijds door Otto von Bismarck vastgesteld, indachtig het feit dat de meeste arbeiders die leeftijd toch niet haalden. Inmiddels zagen veel Europese landen ten gevolge van vergrijzing en denataliteit zich genoodzaakt de leeftijdsgrens op te trekken.

## Geschiedenis
In 1889 voerde Otto von Bismarck het eerste wettelijke staatspensioenfonds in. De levensverwachting van een Duitse man (bij geboorte) was toen 40. De gemiddelde levensverwachting lag zo laag doordat de kindersterfte hoog was. De pensioengerechtigde leeftijd werd gesteld op 70 jaar. Deze leeftijd zakte naar 65 jaar, wat een internationale norm werd. Die leeftijd geldt overigens zeker niet universeel en staat in meerdere landen onder druk. De pensioengerechtigde leeftijd werd na het salaris een van de belangrijke punten van de vakbonden in loononderhandelingen. In communistische landen beijverden de regimes zich om het pensioen vroeger te laten ingaan. Lagere pensioengerechtigde leeftijden werden ook overeengekomen voor groepen met zware banen, zoals mijnwerkers, bemanning van stoomlocomotieven en voor vrouwen.

## Arbeidsparticipatie en daadwerkelijke pensioenleeftijd
|                     | Arbeidsparticipatie der 20 tot 65-jarigen (%) | Arbeidsparticipatie der 55 tot 64-jarigen (%) | Gemiddelde leeftijd waarop men stopt met werken (leeftijd) | Wettelijke pensioenleeftijd (leeftijd)       | Verschil tussen wettelijke en werkelijke pensioenleeftijd (in jaren) |
| ------------------- | --------------------------------------------- | --------------------------------------------- | ---------------------------------------------------------- | -------------------------------------------- | -------------------------------------------------------------------- |
| Luxemburg           | 66,3                                          | 31,7                                          | 57,5                                                       | 65                                           | 7,5 (mannen)                                                         |
| België              | 63,1                                          | 32,1                                          | 58,1                                                       | 65, 66 in 2025, 67 in 2030                   | 6,9 (mannen)                                                         |
| Frankrijk           | 65,8                                          | 37,8                                          | 58,7                                                       | 62 (67 volledig pensioen)                    | 3,7 (8,3 volledig pensioen)                                          |
| Italië              | 57,9                                          | 31,2                                          | 60,4                                                       | 65 (m), 60 (v)                               | 4,6 (mannen)                                                         |
| Griekenland         | 64,1                                          | 41,6                                          | 60,4                                                       | 65 (m), 60 (v)                               | 4,6 (mannen)                                                         |
| Oostenrijk          | 75,1                                          | 30,5                                          | 60,9                                                       | 65 (m), 60 (v)                               | 4,1 (mannen)                                                         |
| Spanje              | 57,9                                          | 43,1                                          | 61,4                                                       | 65, 67 in 2031                               | 5,6                                                                  |
| Duitsland           | 71,7                                          | 44,9                                          | 61,6                                                       | 67                                           | 5,4                                                                  |
| Nederland           | 77,2                                          | 46,2                                          | 61,7                                                       | 68 t/m 71 jaar afhankelijk van geboortedatum | 3,3                                                                  |
| Finland             | 71,5                                          | 52,7                                          | 62,2                                                       | 65                                           | 2,8                                                                  |
| Zweden              | 80,3                                          | 68,9                                          | 63,2                                                       | 61 t/m 67, flexibel                          | 3,6 (maximaal)                                                       |
| Verenigd Koninkrijk | 79,6                                          | 56,8                                          | 63,2                                                       | 66 (m), 60 (v)                               | 2,8 (mannen)                                                         |
| Denemarken          | 83,5                                          | 59,8                                          | 63,6                                                       | 65                                           | 1,4                                                                  |
| Ierland             | 70,3                                          | 51,7                                          | 64,3                                                       | 65                                           | 0,7                                                                  |
| Portugal            | 79,4                                          | 43,9                                          | 64,5                                                       | 65                                           | 0,5                                                                  |
| Europese Unie       | 69,1                                          | 50,9                                          | 60,5 (m); 59,5 (v)                                         |                                              |                                                                      |

## Nederland
De AOW-leeftijd is (in 2019) 66 jaar en 4 maanden, en kan jaarlijks verhoogd worden. De jaarlijkse verhoging betekent bijvoorbeeld dat iemand die in 2018 30 jaar oud is een verwachte pensioenrichtleeftijd heeft van 71 jaar. De pensioenrichtleeftijd (rekenleeftijd bij pensioenopbouw, onder meer in verband met fiscale faciliëring) is vanaf 2018: 68 jaar voor mensen die in 2018 of in de 9 jaren erna die leeftijd bereiken.
Afhankelijk van het pensioenreglement kan men de pensioenuitkering eerder of later in laten gaan, waarbij het maandbedrag actuarieel neutraal wordt omgerekend. 
Bij eerder in laten gaan van de pensioenuitkering zijn er beperkingen qua ingangsdatum en een mogelijk vereiste om minder te gaan werken of met werken te stoppen.
Later in laten gaan van de pensioenuitkering is onafhankelijk van het eventueel stoppen met werken (het doorwerkvereiste is met ingang van 2017 afgeschaft). Wettelijk gaat een ouderdomspensioen echter uiterlijk 5 jaar na de AOW-leeftijd in.
Verder zijn er regels voor de leeftijd tot welke men door mag werken. Voor Rijksambtenaren is in 2014 bepaald dat deze tot de leeftijd van 70 jaar niet op grond van leeftijd worden ontslagen. Ook daarna kan de ambtenaar op zijn verzoek onder voorwaarden nog langer doorwerken.
In oktober 2019 werd door minister Koolmees van Sociale Zaken aangekondigd dat de AOW-leeftijd in 2025 niet omhoog zou gaan en dan op 67 jaar blijft staan. De levensverwachting van de Nederlandse pensioengerechtigden loopt volgens de gegevens van het Centraal Bureau voor de Statistiek weliswaar op, maar niet dusdanig dat een verdere verhoging van de pensioenleeftijd noodzakelijk zou worden.

## Reële en officiële pensioenleeftijd
Onderstaande grafiek vergelijkt de reële () en officiële () pensioenleeftijd in de OESO-lidstaten voor de periode 2007-2012 (bron: OESO). Zweef met de cursor over de balken om de cijfers per land te zien. Sommige landen maken een onderscheid tussen de pensioenleeftijd voor mannen en vrouwen; andere landen hebben geen vaste pensioenleeftijd, maar laten deze afhangen van het aantal gewerkte jaren. Daarom is hier telkens het gemiddelde van de gepubliceerde cijfers genomen.